# Heinrich Wittmann
Heinrich Ernst August Wittmann (* 7. November 1889 in Schwetzingen; † 22. Februar 1967 in Karlsruhe) war ein Bauingenieur und Lehrstuhlinhaber an der TH Karlsruhe (KIT) mit dem Schwerpunkt Wasserbau.

## Jugend
Nach dem Besuch einer höheren Jungenschule in Schwetzingen und seinem anschließenden Wechsel an ein Realgymnasium in Mannheim, an dem er 1907 sein Abitur machte, belegte er den Studiengang des Bauingenieurwesens an der TH Karlsruhe. Während seines Studiums schloss er sich in Karlsruhe der Burschenschaft Tulla an. Nach seinem erfolgreichen Abschluss als Diplom-Ingenieur leistete Wittmann einen freiwilligen einjährigen Militärdienst ab. Danach absolvierte er ein Ingenieurpraktikum an der Bahnbauinspektion in Mannheim, ehe er eine Stelle als Bauführer bei der Erweiterung des Nord-Ostsee-Kanals angeboten bekam. Mit Beginn des Ersten Weltkriegs und seiner Einberufung als Soldat endete seine berufliche Laufbahn vorläufig.

## Wirken
Nach dem Ende des Krieges kehrte Wittmann als wissenschaftlicher Assistent wieder an seine alte Wirkungsstätte, der Bahnbauinspektion in Mannheim zurück, sammelte weitere Erfahrungen an der Karlsruher Bahnbauinspektion, um danach 1920 bei der Rheinbauinspektion Karlsruhe nach seiner Ernennung zum Regierungsbaumeister seine praktische Ausbildung abzuschließen.
Noch im selben Jahr wechselte er als Beamter zur badischen Wasser- und Straßenbauverwaltung beim Wasser- und Straßenbauamt Donaueschingen in den höheren technischen Dienst, kehrte aber schon ein Jahr später wieder als Gutachter für die verschiedenen Vorschläge zur Kanalisierung der Oberrheinstrecke Straßburg–Basel an die Straßenbaudirektion Karlsruhe zurück. Von 1923 bis 1925 beim Rheinbauamt Freiburg und von 1925 bis 1928 erneut bei der Wasser- und Straßenbaudirektion in Karlsruhe, blieb Wittmann weiterhin den Fragen zur Gewässerkorrektion des Oberrheins verbunden. Mit den Erfahrungen seiner Untersuchungen aus dieser Zeit promovierte er 1927 mit der Dissertation Der Einfluß der Korrektion des Rheins zwischen Basel und Mannheim auf die Geschiebebewegung des Rheins an der TH Karlsruhe bei Theodor Rehbock zum Doktor der Ingenieurwissenschaften.
Als Experte zu den Fragen der Wasserwirtschaft machte sich Wittmann auch über die Grenzen Badens einen Namen und so wurde er folgerichtig im Oktober 1928 bei gleichzeitiger Ernennung zum Regierungsbaurat an die Abteilung Wasserstraßen des Reichsinnenministeriums berufen, wo er bis 1934 das Referat für Rhein und Donau leitete.

## Forschung und Lehre
Nach der Emeritierung Theodor Rehbocks wurde Wittmann als Nachfolger zum 1. April 1934 als Ordinarius für Wasserbau und Wasserwirtschaft und Direktor des Theodor-Rehbock-Flussbaulaboratoriums an die TH Karlsruhe berufen. Schon in den Studienjahren von 1935 bis 1937 bekleidete er das Amt des Rektors und wurde gleichzeitig ab 1935 Mitglied des Stadtrats in Karlsruhe. Nach Aussage Wittmanns bewarb er sich um dieses Mandat auf Betreiben des damaligen Karlsruher Oberbürgermeisters Friedrich Jäger. Als Mitglied gehörte er dem Ratsherrenkollegium bis zum Ende des 2. Weltkriegs an.
Trotz dieser Verpflichtungen vernachlässigte Wittmann seine selbst gestellten Aufgaben in allen Bereichen der Wasserwirtschaft zur Verbesserung der baulichen Ausführung großer Stau-, Schifffahrts- und Wasserkraftanlagen nicht. 1937 trat Wittmann in die NSDAP ein. In einem Spruchkammerverfahren wurde er 1947 als Mitläufer eingestuft und zu einer Geldstrafe verurteilt.
Unter schwierigsten Bedingungen leitete Wittmann das Institut ab 1945 mit zwei wissenschaftlichen Assistenten unter dem Namen Bizonale Dienststelle der Verwaltung für Verkehr, Hauptverwaltung der Binnenschiffahrt in Offenbach, Forschungsanstalt für Wasser-, Erd-und Grundbau in seinem eigenen Haus. Erst 1948 besserten sich mit dem Umzug in die Telegrafenkaserne die Forschungs- und Arbeitsbedingungen für Wittmann. Fast gleichzeitig wurde mit Erlass vom 22. Dezember 1948 die Versuchsanstalt für Wasser-, Erd-und Grundbau (heute Bundesanstalt für Wasserbau) von Hamburg nach Karlsruhe verlegt, die Wittmann bis zu ihrer Übernahme in das Bundesverkehrsministerium 1953 auch selbst leitete.
1954 gelang es Wittmann, eine neue Versuchshalle als wesentliche Erweiterung des Flussbaulaboratoriums in Betrieb zu nehmen. Hier führte er vor allem Modellversuche auf dem Gebiet des Schleusen- und Wehrbaus, der Stromwasserkraftanlagen und des Hafenbaues durch.
Obwohl 1958 emeritiert führte er auf Bitten der Hochschulleitung seine Amtsgeschäfte noch sieben Jahre weiter. Erst 1965 folgte ihm Peter Canisius als Leiter des Instituts.
Günther Garbrecht, war einer seiner namhaftesten Schüler, die bei ihm 1952 promovierten.
Von der TH München bekam er 1958 die Ehrendoktorwürde verliehen und war zudem Mitglied der Akademie der Wissenschaften in Toulouse.
Wittmann war seit 1916 mit Rosa Sophie Marie Nestle verheiratet. Die Ehe blieb kinderlos.

## Werke
- Der Einfluss der Korrektion des Rheins zwischen Basel und Mannheim auf die Geschiebebewegung des Rheins, Diss. Karlsruhe 1927;
- Zukunftsaufgaben der Deutschen Wasserwirtschaft, Karlsruhe 1934;
- Das Flussbaulaboratorium der Technischen Hochschule Karlsruhe, 1935;
- Tulla, Honsell, Rehbock. Lebensbilder dreier Wasserbauingenieure am Oberrhein, Berlin 1949;
- Ölhafen Karlsruhe. Modellversuche über die Hafeneinfahrt, Karlsruhe 1959 (= Gutachten des Flussbaulaboratoriums der Technischen Hochschule Karlsruhe).

## Nachweise
1. 1 2 3 4  René Gilbert: Heinrich Ernst August Wittmann. Stadtlexikon Karlsruhe, 2016, abgerufen am 19. Juli 2020.
2. ↑  Michael Grüttner: Biographisches Lexikon zur nationalsozialistischen Wissenschaftspolitik, Heidelberg 2004, S. 185.
3. ↑  Burschenschaft Tulla. Stadtwiki Karlsruhe, abgerufen am 21. Juli 2020.
4. ↑  Institut für Wasserbau und Wasserwirtschaft. Landesbibliographie Baden-Württemberg online, abgerufen am 19. Juli 2020.
5. ↑  Institut für Wasser und Gewässerentwicklung. Karlsruher Institut für Technologie, abgerufen am 19. Juli 2020.
6. ↑  Frank Engehausen: Wie ein „Führer der Hochschule“ ausgewählt wurde: Der Karlsruher Rektoratswechsel von 1935. Geschichte der Landesministerien in Baden und Württemberg in der Zeit des Nationalsozialismus, 30. Januar 2019, abgerufen am 19. Juli 2020.
7. ↑  Michael Grüttner: Biographisches Lexikon zur nationalsozialistischen Wissenschaftspolitik, Heidelberg 2004, S. 185.
8. ↑  40 Jahre Bundesanstalt für Wasserbau (BAW). (PDF) Bundesanstalt für Wasserbau, 1988, S. 2, abgerufen am 19. Juli 2020.
9. ↑  Katja Förster: Telegraphenkaserne. Stadtlexikon Karlsruhe, 2015, abgerufen am 19. Juli 2020.
10. ↑  40 Jahre Bundesanstalt für Wasserbau (BAW). (PDF) Bundesanstalt für Wasserbau, 1988, S. 3, abgerufen am 19. Juli 2020.

| Personendaten    | Personendaten                          |
| ---------------- | -------------------------------------- |
| NAME             | Wittmann, Heinrich                     |
| ALTERNATIVNAMEN  | Wittmann, Heinrich Ernst August        |
| KURZBESCHREIBUNG | Wasserbauingenieur und Hochschullehrer |
| GEBURTSDATUM     | 7. November 1889                       |
| GEBURTSORT       | Schwetzingen                           |
| STERBEDATUM      | 22. Februar 1967                       |
| STERBEORT        | Karlsruhe                              |